# Tvrtko Vujity
Tvrtko Vujity (* 24. září 1972, Pécs, Maďarsko) je maďarský spisovatel.

## Život
Jeho otec byl horník, matka učitelka na vesnické škole. Díky náhodě se ve svých devatenácti letech stal válečným zpravodajem poté, co se ocitl v obklíčení během války v bývalé Jugoslávii, v Sarajevu. Vystudoval novinařinu na univerzitě v Miami ve Spojených státech. Je nositelem mnoha novinářských ocenění, v Maďarsku obdržel za svou práci Pulitzerovu pamětní cenu, v roce 2001 státní vyznamenání, kříž za zásluhy a pomoc poskytnutou při převozu posledního válečného zajatce ze Sovětského svazu do jeho vlasti. Pravidelně přednáší na maďarských i zahraničních univerzitách. V maďarské televizi tv2 má vlastní program s názvem pekelné příběhy, v němž své reportáže komentuje naživo. Je ženatý. Jeho žena Gyöngyi je bývalá hráčka maďarské basketbalové reprezentace. Mají spolu tři syny a žijí v Budapešti.
Specializuje se na ohrožené kraje a oblasti. Zajímá se o nevšední osudy lidí často na okraji společnosti. Jeho knihy dosáhly nákladů více než půl miliónu výtisků a staly se bestsellery nejen v Maďarsku, ale i v mnoha dalších zemích.[zdroj⁠?!]

## Dílo

### Knihy
- Viděl jsem peklo – unikátní reportáže ze zemí, kam získat turistické vízum je takřka nemožné, či dokonce z míst, o nichž veřejnost nemá ani zdání. – o utajené kolonii malomocných v Rumunsku – o leproserii v Etiopii, kde žije 7000 nemocných – o životě v Černobylu – o ženě, kterou vychovali jako psa – o dětech nemocných AIDS – o falšovatelích smrti – o posledním válečném zajatci, který se vrátil ze Sovětského svazu – o životě v Severní Koreji
- Viděl jsem peklo 2 – Divný Turkmenbaši – Potopená vesnice – Sarajevo – Sahara – Sorel na olympiádě – Kambodža

### Dosud nepřeložená díla do češtiny
- (Ne)omezený diktátor
- Pekelné příběhy
- Poslední cesta do pekla
- Rozlučka s peklem
- Útěk z pekla